# Герб Глыбокского района
Герб Глыбокского района — официальный символ Глыбоцкого района, Черновицкой области Украины, утвержденный 23 мая 2008 года решением районного совета.

## Описание
Герб выполнен в форме щита, разделенного на части. На первой, лазурного цвета, изображен золотой крест над буковым орешком с листьями. На левом серебряном поле - два зеленых столба, на них дубовая ветвь с желудями. Щит окаймлен золотым декоративным картушем с колосками и увенчанный золотой короной.